# Vignettierung

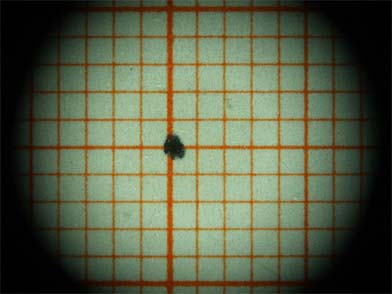
Vignettierung (Randabschattung) bei einer Aufnahme mit einem Mikroskop

Als Vignettierung (frz. vignette „Randverzierung“) bezeichnet man in der Fototechnik (auch bei optischer Abbildung allgemein) eine Abschattung zum Bildrand hin, die einen Randlichtabfall bewirkt. Sie entsteht durch eine axiale Anordnung von zwei oder mehr Öffnungen. Sie kann bei Linsen- wie auch Spiegeloptiken (z. B. Spiegelteleskopen) auftreten und wird beim Schmidt-Teleskop durch Vergrößerung des Hauptspiegels vermieden.
Vignettierung verwendet man oft fälschlich als Bezeichnung für den Randlichtabfall insgesamt.

## Konstruktiv bedingte Vignettierung
(auch: optische oder technische Vignettierung)

Vignettierung durch eine Blende. Der vignettierungsfreie, der vollständig abgedunkelte sowie der vignettierte Bereich dazwischen sind gekennzeichnet

Sie entsteht dadurch, dass die Lichtstrahlen mehrere aufeinanderfolgende Öffnungen (Linsenränder, Blenden) durchqueren müssen, bevor sie die Bildebene erreichen. Ein zur optischen Achse symmetrisches Strahlenbündel (von einem Objektpunkt auf der Achse ausgehend) wird von einer dieser Öffnungen (Aperturblende; meist eine Irisblende) begrenzt und füllt sie vollständig aus. Wenn die Strahlen jedoch in einem Winkel zur Achse einfallen (Abbildung eines Objektpunktes neben der Achse), dann kann das Bündel außerdem von weiteren Öffnungen beschnitten werden und füllt die Aperturblende nicht mehr ganz aus, wodurch entsprechend weniger Licht die Bildebene erreicht. Dies nennt man Vignettierung.
Die Animation verdeutlicht diese Zusammenhänge.

Vignettierung durch die Austrittslinsenöffnung bei einem Teleobjektiv.
H ist die bildseitige Hauptebene

Die meisten Fotoobjektive werden bewusst mit Vignettierung konstruiert, da man dadurch einen besseren Kompromiss zwischen Lichtstärke, Korrektion der Abbildungsfehler, Kosten und Größe des Objektivs erreichen kann. Vor und nach der Aperturblende gibt es meist noch weitere Blenden, die bei voll geöffneter Aperturblende vom achsparallelen Strahlenbündel ganz ausgefüllt werden. Bereits in einem kleinen Winkel einfallende Bündel werden dann vignettiert. Beim Abblenden des Objektivs verringert sich die Vignettierung, und es gibt einen Bereich um die Bildmitte herum, in dem keine Vignettierung mehr auftritt. Typischerweise reicht eine Abblendung um zwei bis vier Blendenstufen, um diesen Bereich bis zu den Ecken auszudehnen, so dass die Vignettierung ganz verschwindet.
In dem Zusammenhang gibt es keinen Unterschied zwischen einer Blende und einem Linsenrand. Letzterer wirkt genauso begrenzend auf die Strahlenbündel. Im Folgenden ist dies am Beispiel eines Teleobjektivs gezeigt (Tele bezeichnet ein Konstruktionsprinzip, das die Baulänge von langbrennweitigen Objektiven verkürzt). Es ergibt sich die gleiche Vignettierung durch die Öffnung der Austrittslinse wie bei einer Blendenöffnung.

Der Einfluss einer Blende auf die Zone der Vignettierung

Auf den ersten Blick scheint es erstaunlich, dass man eine Verdunkelung durch noch weiteres „Abschatten“ durch die Blende (verkleinern der Blendenöffnung) reduzieren kann. Tatsächlich vergrößert man durch das Abblenden den vignettierungsfreien Bereich, aber man verkleinert dadurch unter Umständen auch den maximal nutzbaren Bereich, wenn nämlich der äußerste, mit maximalem Winkel einfallende Strahl, der bei offener Blende gerade noch durchkommt, durch die verkleinerte Blendenöffnung aufgehalten wird. Die Zone der Vignettierung wird dadurch schmaler.
Dass sich durch Abblenden der vignettierungsfreie Bildkreis vergrößert, ist z. B. in der Großformatfotografie von Bedeutung. Viele Objektive für Großformat erlauben es somit, durch Abblenden einen größeren Bildkreis zu nutzen, was aber auch daran liegt, dass die Abbildungsfehler durch Abblenden vermindert werden und dadurch ein größerer Bildbereich ausreichend scharf wird. Aber auch normale Kleinbild- oder Kompaktkamera-Objektive zeigen bei Offenblende oft eine sichtbare Vignettierung, die durch Abblenden reduzierbar ist.

## Nutzungsbedingte Vignettierung

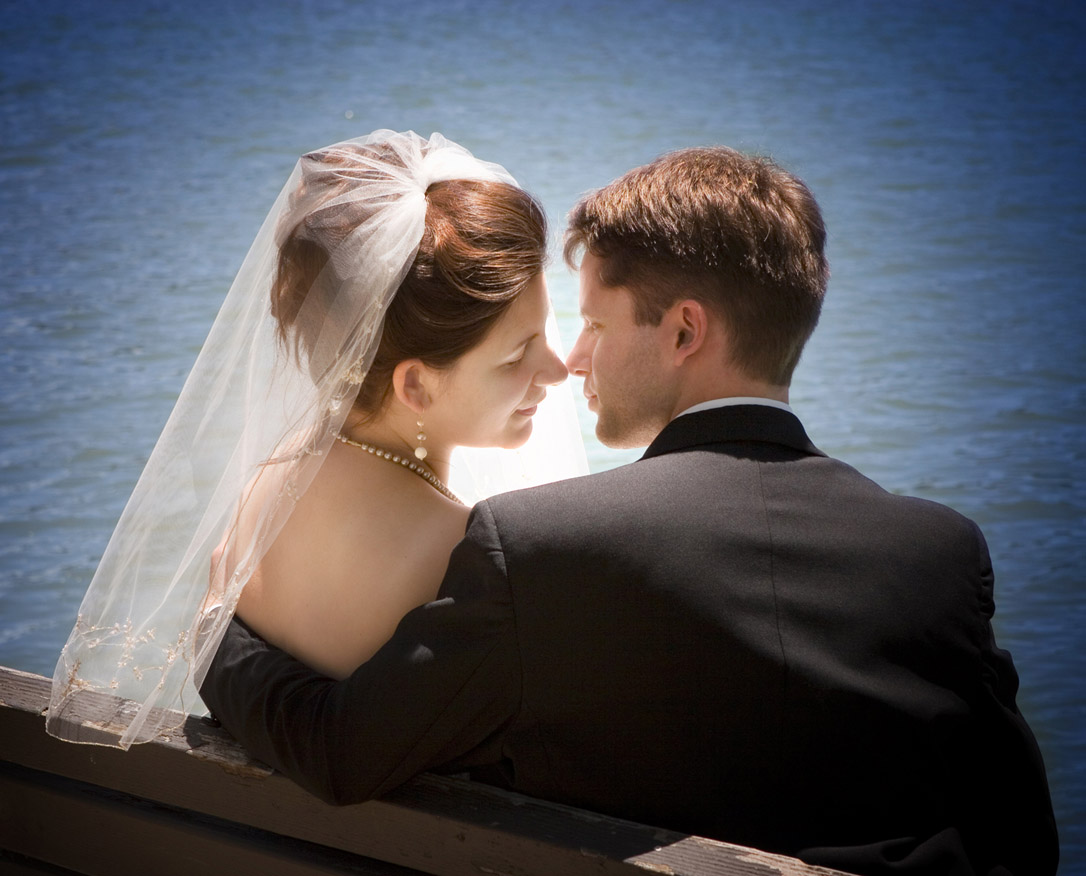
Beabsichtigte Vignettierung zur Betonung der Bildmitte

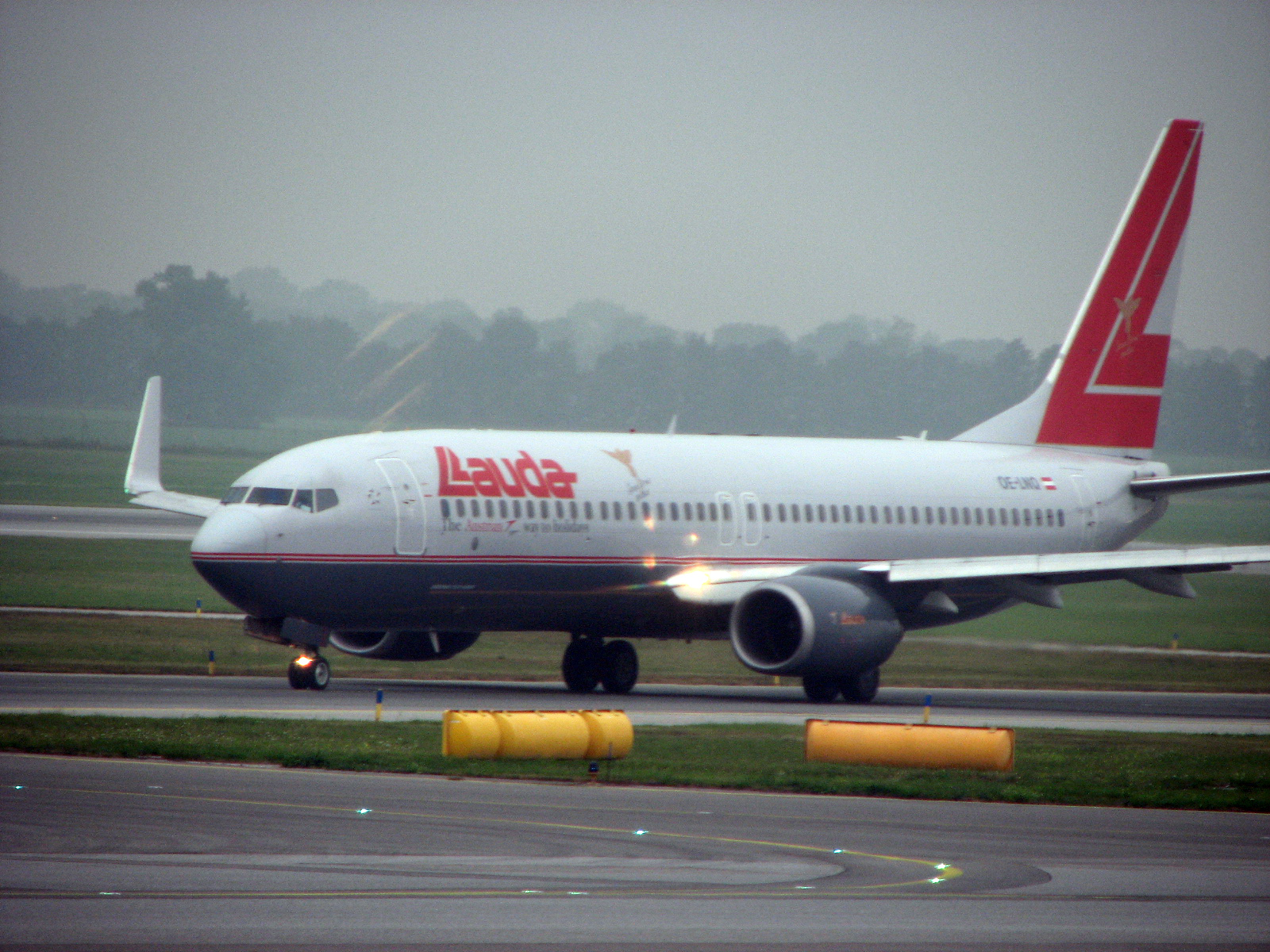
Vignettierung bei vollem Zoom einer Kompaktkamera

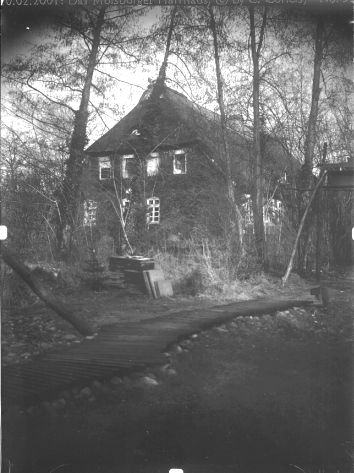
Mechanische Vignettierung auf einer 13-×-18-cm-Fotoplatte. Grund war ein unpassender Verschlussvorsatz, der den Strahlengang behinderte

Darunter versteht man Abschattungen, die durch zusätzliche Teile vor oder nach dem Objektiv verursacht werden, beispielsweise falsch gewählte Streulichtblenden oder zu viele Filter oder Vorsatzlinsen, deren Fassungen die Randstrahlen abblocken. Der Mechanismus ist im Prinzip der gleiche wie bei der konstruktiv bedingten Vignettierung. Diese Abschattungen werden mitunter auch als mechanische oder künstliche Vignettierung bezeichnet.

## Pixel-Vignettierung
Pixel-Vignettierung ist ein Randlichtabfall der nur bestimmte Aufnahmemedien betrifft, wie zum Beispiel Bildsensoren oder Mikrokanalplatten. Er kommt dadurch zustande, dass die einzelnen lichtempfindlichen Elemente eines Sensors nicht auf der Oberfläche liegen, sondern sich konstruktionsbedingt in winzigen Vertiefungen befinden. So wie die flachen Lichtstrahlen der Abendsonne nicht mehr in die Täler reichen, können auch flach auftreffende Lichtstrahlen die lichtempfindliche Fläche der Sensoren nur noch teilweise ausleuchten. Die Pixel-Vignettierung lässt sich technisch prinzipiell verbessern, wie zum Beispiel durch Einsatz von Mikrolinsen oder die Minimierung der Vertiefungen. Moderne Bildsensoren können die Pixel-Vignettierung durch entsprechende Algorithmen bereits elektronisch „OnChip“ kompensieren.